# Cricetomys
Cricetomys é um gênero de roedores da família Nesomyidae.

## Espécies
- Cricetomys ansorgei Thomas, 1904
- Cricetomys emini Wroughton, 1910
- Cricetomys gambianus Waterhouse, 1840
- Cricetomys kivuensis Lönnberg, 1917